# Todd Helton
Todd Lynn Helton (né le 20 août 1973 à Knoxville, Tennessee, États-Unis) est un ancien joueur de la Ligue majeure de baseball qui évolue au premier but pour les Rockies du Colorado de 1997 à 2013.
Invité cinq fois au match des étoiles, Helton est récipiendaire de quatre Bâtons d'argent comme meilleur joueur de premier but offensif de la Ligue nationale et de trois Gants dorés comme meilleur joueur défensif à sa position.
En 17 ans de carrière, il amasse 2 519 coups sûrs et 369 circuits, en plus de maintenir une moyenne au bâton de ,316 et une moyenne de présence sur les buts de ,414.
Helton détient plusieurs records d'équipe chez les Rockies : parties jouées, passages et présences officielles au bâton, coups sûrs, doubles, circuits, points produits, points marqués, et buts-sur-balles. De plus, il est le seul joueur à frapper plus de 100 coups sûrs de plus d'un but lors de deux saisons consécutives et parmi les quatre joueurs ayant accumulé un total de plus de 400 buts lors de deux saisons consécutives[réf. nécessaire].
Il a frappé 3 coups de circuit en une partie en deux occasions : contre les Expos de Montréal en 2000 et contre les  Dodgers de Los Angeles en 2003[réf. nécessaire].
Le 15 septembre 2013, Helton, 40 ans, annonce qu'il prendra sa retraite sportive au terme de la saison en cours des Rockies.
Helton sera éligible pour une élection éventuelle au Temple de la renommée du baseball dès 2019. Il a été élu au Temple de la renommée lors de sa sixième année d'éligibilité en 2024.

## Honneurs
- Élu cinq fois à l'équipe des étoiles (2000-2004)
- Remporte 4 fois le Prix Silver Slugger (2000-2003).
- Remporte 3 fois le gant doré pour les joueurs de premier but (2001, 2002, 2004).
- Remporte le Prix Hank Aaron en 2000.
- Participe à la Série mondiale 2007, perdue par Colorado.